# Pedro Guevara (Boxer)
Pedro Guevara (* 7. Juni 1989 in Mazatlán, Sinaloa, Mexiko) ist ein mexikanischer Profiboxer und aktueller WBC-Weltmeister Halbfliegengewicht.

## Profikarriere
Guevara gestaltete sein Profidebüt gegen seinen Landsmann Gabriel Lopez im Jahre 2008 siegreich. Am 18. Dezember 2010 errang er den WBC-Silber-Titel, als er den Kolumbianer Karluis Diaz in der 3. Runde k. o. schlug. Im darauffolgenden Jahr verteidigte er diesen Gürtel mit einem Unentschieden gegen Mario Rodriguez, erkämpfte sich den vakanten Nordamerikanischen Meistertitel (NABF) durch einen technischen K.-o.-Sieg über Jorle Estrada und verteidigte diesen Gürtel durch Aufgabe in der 5. Runde gegen Manuel Jimenez.
Am 19. Mai 2012 verteidigte er gegen Jose Guadalupe Martinez seinen NABF-Titel zum zweiten Mal. Noch im selben Jahr trat er gegen John Riel Casimero um den IBF-Weltmeistergürtel an und unterlag knapp nach Punkten. 2013 konnte er sich zum zweiten Mal den vakanten WBC-Silber-Titel holen und auch verteidigen. Ende Dezember 2014 durfte er gegen den früheren WBC-Weltmeister Akira Yaegashi um den vakanten Weltmeistergürtel der WBC boxen und konnte ihn in der 8. Runde durch K. o. besiegen. 2015 verteidigte er diesen Titel zweimal, einmal durch technischen K. o. in Runde 1 und einmal über 12 Runden nach Punkten.